# Apodemus argenteus
Il topo selvatico giapponese minore (Apodemus argenteus  Temminck, 1844) è un roditore della famiglia dei Muridi diffuso in Giappone.

## Descrizione
Roditore di piccole dimensioni, con la lunghezza della testa e del corpo tra 75 e 94 mm, la lunghezza della coda tra 74 e 101 mm, la lunghezza del piede tra 18 e 21 mm, la lunghezza delle orecchie tra 12,5 e 16 mm e un peso fino a 15,2 g.

La pelliccia è soffice e fine. Le parti superiori ed i fianchi sono bruno-rossastri dorati. Le orecchie sono relativamente grandi, marroni chiare con i margini colorati di bianco e prive di peli. La testa e la fronte sono più chiare. Le vibrisse sono color bruno-cenere. Le parti ventrali sono bianche con la base dei peli grigia. La linea di demarcazione lungo i fianchi è netta. Le zampe sono bianche. La coda è più lunga della testa e del corpo, marrone sopra, bianca sotto ed è finemente ricoperta di peli. Sono presenti 12 anelli di scaglie per centimetro. Le femmine hanno 2 paia di mammelle pettorali e 2 inguinali.

## Biologia

### Comportamento
È una specie semi-arboricola.

## Distribuzione e habitat
Questa specie è diffusa nel Giappone.
Vive nelle foreste mature con denso fogliame, nei bassopiani e in aree alpine fino a 2.500 metri di altitudine.

## Tassonomia
Sono state riconosciute 3 sottospecie:
- A.a.argenteus : Hokkaidō, Honshū, Kyūshū, Shikoku; Isole Gotō: Fukue, Nakadōri; Isola Awaji, Yakushima, Tanegashima; Kinkazan, Isola di Awashima, Isola Sado, Isola Shodo, Miyajima, Shimojima;
- A.a.celatus (Thomas, 1906): Isole Oki: Dōgo, Nishino;
- A.a.sagax (Thomas, 1908): Tsushima.

## Conservazione
La IUCN Red List, considerato il vasto areale e la popolazione numerosa, classifica A.argenteus come specie a rischio minimo (Least Concern).